# Bảo tàng Cernuschi

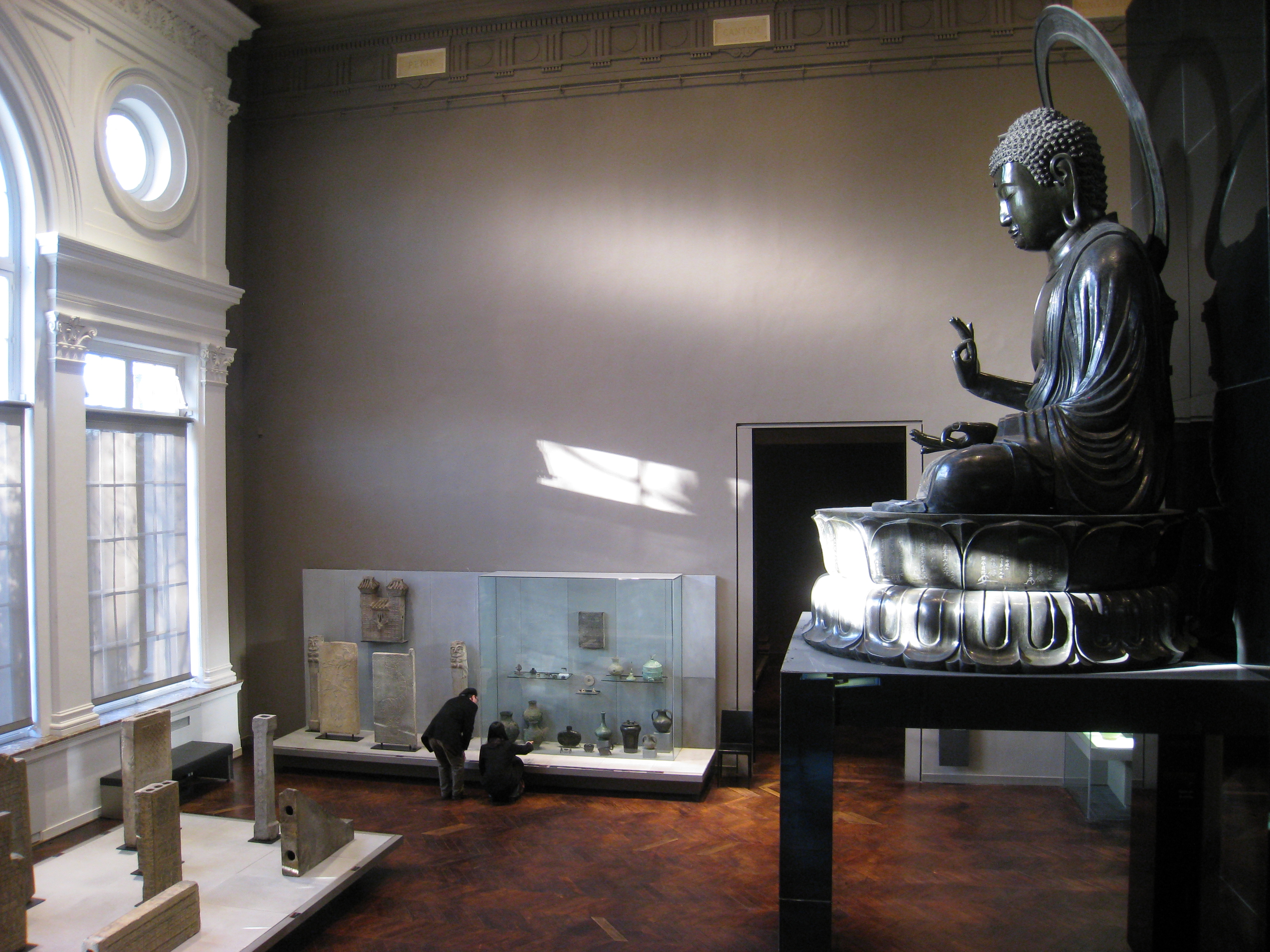
Bảo tàng Cernuschi

Bảo tàng Cernuschi (tiếng Pháp: Musée Cernuschi) là một bảo tàng về nghệ thuật châu Á nằm ở số 7 đại lộ Vélasquez, Quận 8 thành phố Paris, Pháp, gần công viên Monceau. Bộ sưu tập về nghệ thuật châu Á của bảo tàng đứng thứ hai ở Paris, chỉ sau bảo tàng Guimet.
Bảo tàng Cernuschi được thành lập nhờ bộ sưu tập của chủ nhà băng gốc Ý Henri Cernuschi tặng lại cho thành phố Paris, cùng với cả một dinh thự nằm gần công viên Monceau. Hiên nay, bảo tàng Cernuschi trưng bày một bộ sưu tập lớn về nghệ thuật Trung Hoa, bao gồm từ thời cổ đại cho đến những thế kỷ gần đây. Bên cạnh đó, bảo tàng cũng sở hữu các bộ sưu tập về Triều Tiên và Nhật Bản. Năm 2007, bảo tàng Cernuschi đón 49.453 lượt khách thăm.